# Harpalus oustaleti
Espèce
Harpalus oustaleti est une espèce fossile d'insectes coléoptères de la famille des Carabidae.

## Classification
L'espèce Harpalus oustaleti est décrite en 1915 par le paléontologue et entomologiste belge Fernand Meunier (1868–1926),.

### Citation et mise à jour en 1937 par Nicolas Théobald
L'espèce est citée en 1937 par le paléontologue français Nicolas Théobald (1903-1981),.

### Fossiles
Selon Paleobiology Database en 2023, trois collections de fossiles sont référencées. Ces trois collections viennent une de l'Éocène de France, de la formation de Célas, conservée au Muséum d'histoire naturelle de Marseille, décrite par Meunier puis Nicolas Théobald en 1937, et une de l'Oligocène de France, venant d'Aix-en-Provence, conservée aussi au muséum de Marseille, décrite par S. H. Scudder en 1872, la dernière d'Allemagne, de Kleinkembs, en Bade-Wurtemberg, aussi décrite par N. Théobald,.

### Localité type
La localité type est Aix-en-Provence.

### Étymologie
L'épithète spécifique latine oustaleti est un hommage à son contemporain français le zoologiste Emile Oustalet (1844-1905).

## Description

### Caractères
La diagnose de Nicolas Théobald en 1937 concernant l'échantillon C16 de la collection Muséum d'histoire naturelle de Marseille et venant de la formation de Célas., : 

« Nous avons déjà signalé que c'est par erreur que F. Meunier a cité cet Insecte comme venant d'Aix. Nous avons eu en mains le type même ayant servi à Meunier, ce qui est attesté par une note manuscrite que Meunier a portée sur l'échantillon (n° C16 du Musée de Marseille, collection de Célas). Nous avons d'ailleurs retrouvé au Musée de Nîmes (Coll. Saunier Ni33) la contre-empreinte de l'échantillon précédent, sur laquelle Meunier a porté l'indication « Harpalus nero Oustalet ». Comme Meunier donne au surplus des indications incomplètes et mêmes erronées sur l'échantillon, nous nous voyons dans l'obligation d'en donner une description complète.
Insecte de grande taille, téguments à éclats métalliques, de teinte brun doré. Tête grande, rétrécie en arrière des yeux ; yeux de forme ovale, noirs, placés sur le côté et presque en arrière de la tête ; L = 1,5 mm, l = 1 mm ; distance des bords internes des yeux :1,5 mm ; front triangulaire ; deux mandibules arquées à bord interne simple, fortement proéminentes ; L = 2 mm ; antennes longues, filiformes, le premier article gros et court, les suivants ne peuvent être distingués les uns des autres. Corselet plus large que la tête, carène médiane ; bord antérieur fortement échancré ; sommets antérieurs en angle aigu ; côtés latéraux fortement convexe, rétrécis vers l'arrière ; bord postérieur droit ; scutellum non visible ; élytres très légèrement bombés ; surface striée ; épipleure très nette sur le côté ; neuf sillons lisses, le premier n'étant visible que dans la moitié postérieure ; longueur des élytres = 11 mm ; l = 4,4 mm. ».

La diagnose de Nicolas Théobald en 1937 concernant l'échantillon R756 de la collection Mieg conservé au muséum d'histoire naturelle de Bâle et venant de Kleinkembs. : 

« Extrémité d'un élytre gauche représenté par son moule interne ; montre encore 8 stries ayant le parcours caractéristique du g. Harpalus ; surface fortement bombée ; coloration brune. Dim. : largeur de l'élytre = 3 mm. ».

### Dimensions
Les élytres ont une longueur de 11 mm et une largeur de 4,4 mm.

### Affinités
Concernant l'échantillon de Célas : 

« Il s'agit incontestablement du g. Harpalus. Malheureusement les pattes manquent. H. Oustaleti se distingue aisément de H. nero Oustalet d'Aix par sa taille plus grande et par la forme du corselet. À cause de la conservation incomplète (absence des pattes) les affinités avec les espèces actuelles ne peuvent être établies. ».

Concernant l'échantillon de Kleinkembs : 

« A une taille voisine de celle de H. Oustaleti Meunier de Célas. Échantillon R756. Coll. Mieg de KleinKembs. ».

## Biologie
« Coléoptères vivant dans les pierres, dans le sable ; la plupart sont nocturnes, sortent parfois en plein jour et se rencontrent même sur les fleurs d'ombellifères. ».

## Galerie
- Quelques espèces vivantes du genre Harpalus.
- Harpalus affinis.
- Harpalus caliginosus.
- Harpalus distinguendus.
- Harpalus parvulus.
- Harpalus tardus.

### Publication originale
- [1915] Fernand Meunier, « Nouvelles recherches sur quelques insectes des Plâtrières d'Aix en Provence », Verhandelingen der Koninklijke Akademie van Wetenschappen te Amsterdam, vol. 18(5),‎ 1915, p. 1-17.